# Gmina Głubczyce
Gmina Głubczyce là một gmina thành thị-nông thôn (quận hành chính) ở quận Głubczyce, Opole Voivodeship, ở phía tây nam của Ba Lan. Khu vực hành chính của nó là thị trấn Głubczyce, nằm cách thủ phủ khu vực Opole khoảng 53 kilômét (33 mi) về phía nam.
Gmina có diện tích 294,33 kilômét vuông (113,6 dặm vuông Anh), và tính đến năm 2007, tổng dân số của nó là 23.997 người (trong đó dân số của Głubczyce là 13.333 người, và dân số của vùng nông thôn của gmina là 10.664 người).

## Địa lý
Gmina Głubczyce nằm trong Głubczyce Hook (tiếng Ba Lan: worek głubczycki) một phần trên cao nguyên Głubczyce (tiếng Ba Lan: Płaskowyż Głubczycki; một phần của vùng đất thấp Silesia) và một phần ở dãy núi Opawskie (một phần của Đông Sudeten). Gmina Głubczyce nằm trong lưu vực sông Oder (các sông: Cyna / Psina, Opawa, Opawica, Stradunia, Troja).

## Gmina lân cận
Gmina Glubczyce giáp với gmina khác như Baborów, Branice, Glogowek, Kietrz và Pawłowiczki và với obeces của Séc như Krnov, Město Albrechtice, Slezské Rudoltice, Rusin, Bohušov và Osoblaha.

## Hình ảnh

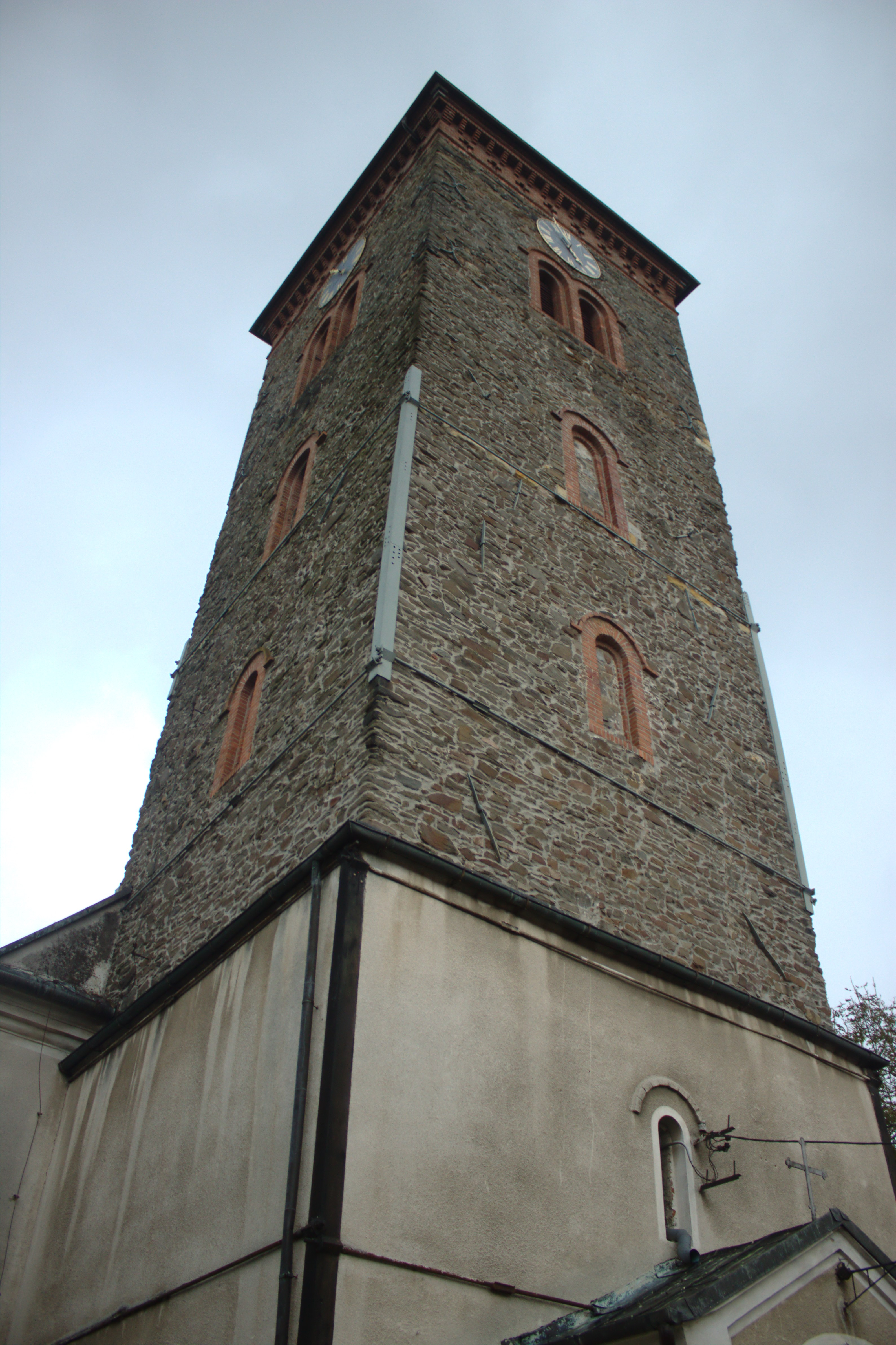
Tháp nhà thờ ở Lisięcice
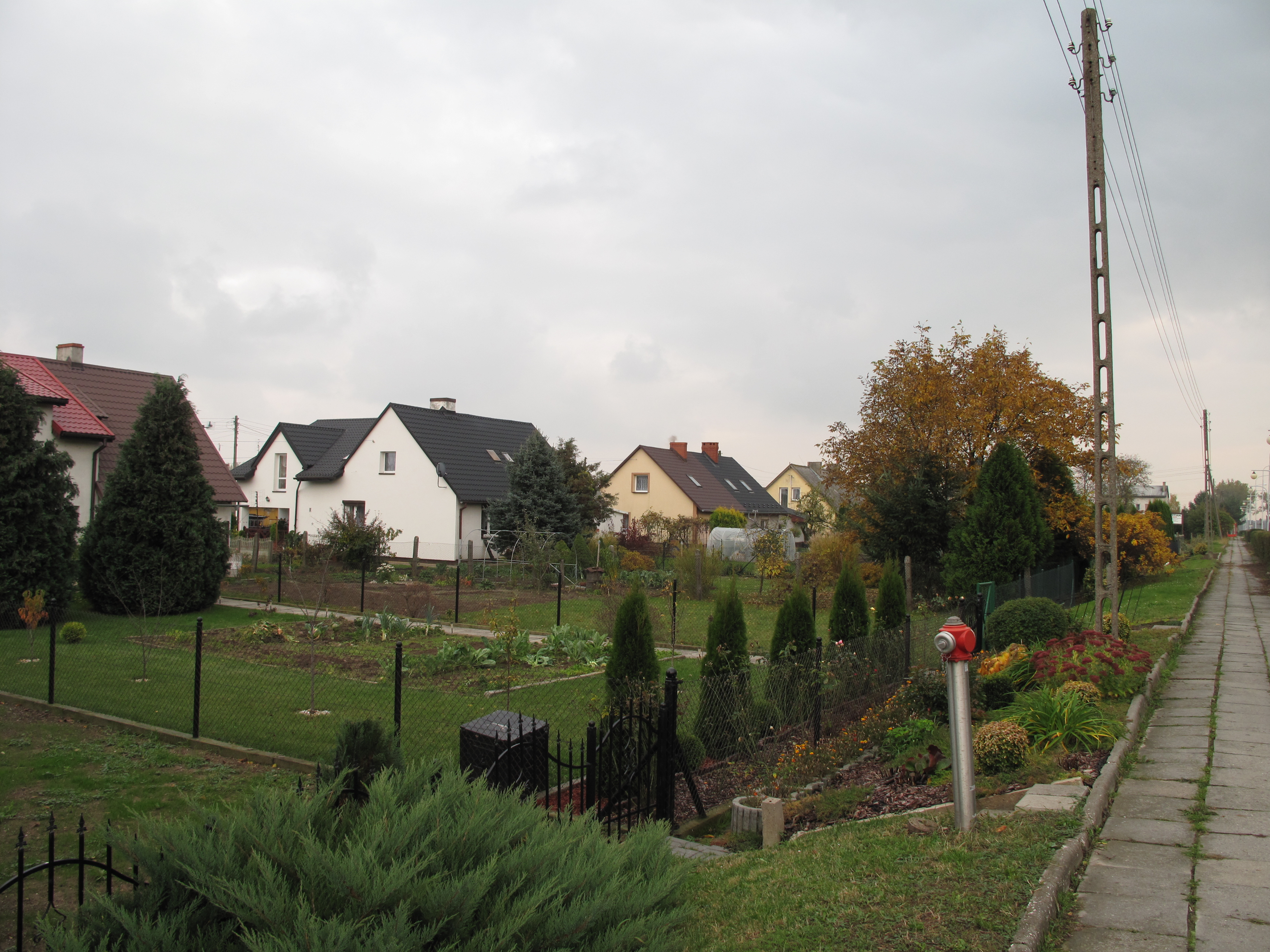
Vườn ở Głubczyce-Sady
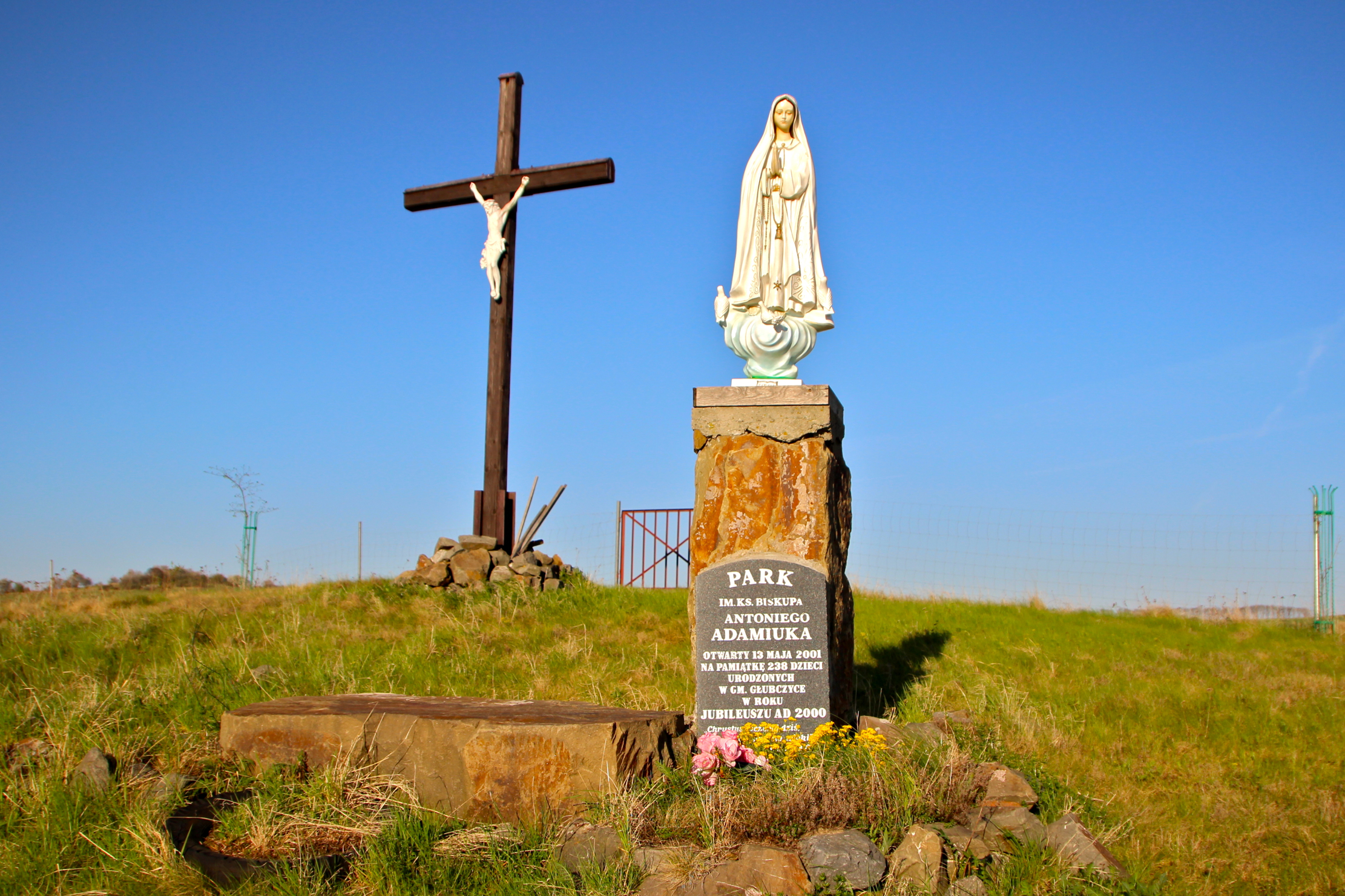
Đền thờ